# Kaori Nomura
Kaori Nomura (* um 1982 in Kyoto) ist eine japanische Pianistin, die sowohl im Jazz als auch in der Klassik tätig ist.

## Leben und Wirken
Nomura erhielt bereits im Alter von vier Jahren klassischen Klavierunterricht. Als Jugendliche nahm sie erfolgreich an verschiedenen nationalen Nachwuchs-Wettbewerben für Pianisten teil. Ein klassisches Musikstudium an der Kyoto City University of Arts als Konzertpianistin schloss sie 2002 mit dem Bachelor ab. Dann spielte sie eine Zeit lang in Japan in eigenen Bands, bevor sie nach Deutschland zog. In Saarbrücken studierte sie zwischen 2008 und 2013 im Fach Jazzpiano an der Hochschule für Musik Saar bei Georg Ruby, wo sie den Master mit Bestnote absolvierte.
2010 produzierte Nomura mit dem Sextett Kezzsound beim Saarländischen Rundfunk eine CD, zu welcher sie auch eigene Kompositionen beisteuerte. Im gleichen Jahr nahm sie mit ihrem Quartett Kanoto im Topaz-Studio Köln eine CD auf, auf der sie Melodien japanischer Volkslieder mithilfe der Stilistiken des Jazz interpretierte. Im Oktober 2013 veröffentlichte sie ihr Klavier-Solo-Album Midori beim Kölner Label JazzHausMusik, laut Ralf Dombrowski „ein stellenweise kantiges, dann wieder klangoffenes und gestalterisch eigenwilliges Solo-Album, bei dem sich die Musik sehr virtuos, manchmal verstockt und doch zärtlich aus dem Flügel förmlich herauskämpft.“ Werner Stiefele urteilte in Rondo über Midori: „Dass sich jemand in seinen Improvisationen so weit vom Kern des Jazz entfernt und gleichzeitig so ausdrucksstark auftrumpft, ist so ungewöhnlich wie großartig.“
In den Folgejahren war Nomura sowohl im Jazz und improvisierter Musik als auch in klassischen Kammerensembles tätig. Sie arbeitete bisweilen etwa mit dem In-Zeit-Ensemble (Werke von Mauricio Kagel), der Künstlergruppe „Die Redner“, mit Christof Thewes, der French Tango Connection und dem Ballett des Staatstheaters Saarbrücken zusammen. In ihrem Quartett Bagabonds spielen Johannes Schmitz an der Gitarre, Benjamin Lehmann am Bass und Martial Frenzel am Schlagzeug. Auch begleitete sie die Jazzsängerin Kirsti Alho in verschiedenen Konstellationen.